# Луд, збуњен, нормалан (7. сезона)
Седма сезона телевизијске серије Луд, збуњен, нормалан је премијерно емитована на Нова ТВ у Хрватској у периоду од 5. априла до 10. маја 2015. године.

## Радња
У стану Фазлиновића догодиле су се одређене промене. Марија као нова власница стана преузима потпуну контролу како у стану, тако и у Фаруковом животу. Она чак одлучује и о пословима продукције Акорд. Међутим, њихова идила кратко траје. У стан се, потпуно опорављен након операције у Шведској, враћа Изет. Дамир и Барбара се разводе и боре за старатељство над Џебром. Дамир тешко подноси развод, те се не престаје опијати. Како га је Барбара избацила из стана, он се враћа код Фарука. Одвојеност од Џебре најтеже пада Изету, те се на све могуће начине покушава изборити за време са праунуком. Продукција Акорд започиње снимање нове серије "Дон Жуан са Алипашиног поља" по сценарију који је Изет написао за време свог боравка у Шведској. Иако је Фарук режисер, Марија је поделила улоге, те главе улоге припадају Изету, Барбари и Фуфету. Фуфе је Чомбетов и Куфетов брат који се вратио из Америке.

## Улоге
| Глумац             | Улога              |
| ------------------ | ------------------ |
| Мустафа Надаревић  | Изет Фазлиновић    |
| Сенад Башић        | Фарук Фазлиновић   |
| Моамер Касумовић   | Дамир Фазлиновић   |
| Татјана Шојић      | Марија Шарафова    |
| Горан Навојец      | Рефко Мујкић       |
| Бранко Јанковић    | Фуфе Чмар          |
| Илир Тафа          | Ментор Косова      |
| Џана Пињо          | Барбара Фазлиновић |
| Марија Пикић       | Лада Вукашиновић   |
| Ксенија Маринковић | Ружа               |
| Ивор Шпаравало     | Џебра Фазлиновић   |
| Његица Балорда     | Рената             |
| Мирвад Курић       | Мариофил Шесто     |

## Епизоде
| Бр. еп. (у серији) | Бр. еп. (у сезони) | Датум емитовања | ТВ емитер     | Назив                                 | Сиже |
| ------------------ | ------------------ | --------------- | ------------- | ------------------------------------- | --- |
| 169                | 1                  | 5. април 2015.  | Нова ТВ (ХРВ) | Неимар, Шпанац и брат                 | У породици Фазлиновић ситуација се драстично променила. Изет је у Шведској, Дамир, Барбара и Џебра су у новом стану, а Марија и Фарук идилично живе у свом љубавном гнезду - старом стану Фазлиновића. У продукцију Акорд долази Фуфе, трећи Чомбетов брат за којег се мислило да је умро. Марија је стан прилагодила себи, запослила конобарице у Сан Рему, и из дана у дан контролише сваки Фаруков покрет, понашање и размишљања. Идеалан живот за Марију, а онда се ситуација вртоглаво мења. |
| 170                | 2                  | 6. април 2015.  | Нова ТВ (ХРВ) | Сценарист, глумци и вјетрови          | Дамир своју депресију и тугу лечи великим количинама алкохола. Марија преузима функцију председавајућег на Изетовим састанцима уводећи контролу и на том пољу. Продукција Акорд је у финансијским проблемима, што је природно стање за Фарукову фирму. Изет је написао свој први сценарио који је прихватила Телевизија, те продукција Акорд улази у снимање серије. Обзиром да Акорд не може финансирати глумце, Марија проналази решење. |
| 171                | 3                  | 7. април 2015.  | Нова ТВ (ХРВ) | Пијанац, убиство и пас                | Фарук континуирано има ноћне море којих се не може решити. Дамир и даље пије, али овог пута ће му се се, можда, алкохорисано стање у којем је данима и испалатити. Марија покушава спојити Изета са једном госпођом која је стамбено ситуирана како би се решила једног проблема. Можда би јој и пошло за руком да се није упетљао Фуфе. |
| 172                | 4                  | 8. април 2015.  | Нова ТВ (ХРВ) | Гипс, телевизија и спонзоруша         | У продукцију Акорд долази ТВ екипа како би снимили репортажу о серији „Дон Жуан са Алипашиног поља“. Изет и Фарук се договарају око изјава, али се ни један не држи договора. У Сан Ремо долази Николина, која је јако заинтересована за Дамира. Међутим, како је Дамир стално пијан, он то не примјећује. Марија му покушава скренути пажњу, али он погрешно схвата. |
| 173                | 5                  | 11. април 2015. | Нова ТВ (ХРВ) | Непушач, сарма и деложација           | Марија и Фарук констатују да је крајње време да се Изет и Дамир одселе из стана. Дамир није проблем, али не знају како да се реше Изета. У међувремену, Изет је појео три тањира покварене сарме у Сан Рему. То тровање он схвата као покушај убиства, те ситуацију окреће у своју корист. |
| 174                | 6                  | 12. април 2015. | Нова ТВ (ХРВ) | Ренесанса, земљотрес и психологија    | Изет дане и ноћи проводи учећи историју уметности. Његов мотив је наравно жена. Међутим, ни не слути да је погрешио у процени. У тренутку док Сарајево тресе потрес, у Дамирову ординацију долази Анита. Анита има психички проблем везан за сексуаланост. Може доживети оргазам само када је у непосредној животној опасности. Наравно, за тај њен проблем Дамир касно сазнаје. |
| 175                | 7                  | 13. април 2015. | Нова ТВ (ХРВ) | Пијанство, воајерство и старатељство  | Одлуком Суда, Џебра са Фазлиновићима може проводити само 4 сата седмично. Изет је одлучио игнорисати одлуку Суда и зато Барбара позива социјалну радницу. У међувремену Изета приводи полиција, а томе присуствују социјална радница и Барбара, те социјална радница одлучује да Фазлиновићима у потпуности забрани виђање детета. Међутим, када мисле да је све изгубљено, Фарук ће ипак извући аса из рукава. |
| 176                | 8                  | 14. април 2015. | Нова ТВ (ХРВ) | Авион, пиштољ и банка                 | Директор телевизије поставља услов Фазлиновићима: или ће ангажовати глумца Владу Младеновића или одустају од финансирања серије. Владо је најскупљи глумац у региону и Фазлиновићи немају новац да плате његов хононар, па ће морати зауставити снимање. Међутим, Фарук на чуђење свих проналази новац. У близини стана Фазлиновића је опљачкана банка, а Изет у Фаруковој соби проналази фантомку и пиштољ. |
| 177                | 9                  | 15. април 2015. | Нова ТВ (ХРВ) | Дневник, краљица и смрт               | С' обзиром да је пала гледаност серије, Фарук је морао удовољити захтеву директора телевизије и ангажовати познатог глумца Владу Младеновића. Кад су потписивали уговор, Изет није имао наочаре, па је Владо на превару, у уговор уписао своје захтеве. Те захтеве није лако испунити и Фарук се нашао у великом проблему. Изет покушава на све могуће начине извући ситуацију, али тврд је орах Владо Младеновић. Један од захтева је и да за одмор има потпуно белу собу, те се просторија студија Акорд претвара у потпону белу просторију. Фуфе је нашао дневник своје маме у којем јој гатара прориче да ће један од њених синова умрети на свој 37. рођендан. Фуфета то јако погађа те не престаје пити. Да би наставили снимање, Ментор, потпуно алкохолизисаног Фуфета, смешта у студио који је сада потпуно бео. |
| 178                | 10                 | 18. април 2015. | Нова ТВ (ХРВ) | Папига, циркус и поткровље            | Дамир, у алкохолисаном стању, купује од Фуфета папагаја и доноси га кући. Марију и даље нервира Изетово понашање у кући. Игром случаја сазнаје да је тавански простор у њиховој згради празан те добива идеју да Изета усели у поткровље. Изет има задатак да прикупити потписе од свих станара. Проблем су Милорад и Садета. И таман кад помисли да ће му суседи потписати сугласност, папагај проприча. |
| 179                | 11                 | 19. април 2015. | Нова ТВ (ХРВ) | Ружа, мобител и деменција             | Иако су имали бурну прошлост, Изет и Ружа су поново заједно. Знајући да би наишли на неодобравање чланова своје породице, они се одлучују скривати. Међутим, Дамир посумња и на све начине их жели раскинути. Чак на Изетовом мобилном телефону инсталира апликацију за праћење. Али с' Изетом није лако водити битку. |
| 180                | 12                 | 20. април 2015. | Нова ТВ (ХРВ) | Инфантилност, заљубљеност и интернет  | Дамир и даље покушава ухватити Изета и Ружу на делу, а овог пута срећа му се осмехнула. Сад кад је ухваћен, Изет покушава на све "изетовске начине" и даље остати са Ружом у вези, а да Дамир и Барбара то прихвате. С' друге стране, Фарук је схватио да се Марија према њему понаша више ка мајка него као животни партнер те жели ту ситуацију променити. У Сан Ремо долази Маријина дугогодишња пријатељица Индира која се бави спајањем парова преко интернета. Видевши Индиру, Изету су се упалиле лампице. |
| 181                | 13                 | 21. април 2015. | Нова ТВ (ХРВ) | Мјесечница, свијећњак и танц          | Дамир је разочаран како се према њему понашају Изет и Фарук, те ин се одлучује осветити. Прилика за освету је дошла и пре него се надао. Марија и Фарук славе годишњицу и Марија се с' Дамиром саветује шта да поклони Фаруку. У Сан Рему је организована плесна вечера и Ружа позива Изета на плес. Изет има мали проблемчић - не зна плесати, али у свом маниру пред Ружом хвали своје плесачке способности. И уместо да му дозволи да сам себи поломи ногу, Дамир му нуди друго решење. |
| 182                | 14                 | 22. април 2015. | Нова ТВ (ХРВ) | Драма, фотографија и раскид           | Ружа поставља Изету ултиматум: или ће склонити слику Маршала са регала у дневној соби или је са њиховом везом готово. Изет пристаје да склони слику Маршала, али како код њега нема компромиса, Ружу ће дочекати изненађење у дневној соби. Марија сазнаје за радио драму коју је Фарук снимао пре неколико година, а с' којом се баш и нису прославили, те проналази начин како да дође до ње. |
| 183                | 15                 | 25. април 2015. | Нова ТВ (ХРВ) | Глумица, краљевић и холестерол        | Марија би ишла у биоскоп, а Фаруку се баш и не иде. Стога, он измишља причу о Марку из Аустралије који долази у Сарајево на два сата и то баш у време када почиње филм. Међутим, ни не слути да ће случајни пролазник у Сан Рему искористити ту његову измишљотину и чак успети Марији да узме 2.000 евра. Дамир среће Ладу која се вратила из Америке и међу њима почиње романса. Лада моли Дамира да, ради пословног односа који она има са његовим оцем, њихова веза остане у тајности. Како се Дамир данима не трезни, Марија и остали Фазлиновићи мисле да је полудео и да халуцинира, те се он свим силама труди да докаже супротно. |
| 184                | 16                 | 26. април 2015. | Нова ТВ (ХРВ) | Рођендан, дијагностика и СУБНОР       | Изету је рођендан те му остали укућани спремају изненађење. Но, уместо славља, све им креће по злу. Изета толико изненаде да он пада у несвест. Марија прислушкујући Изетов и Дамиров разговор, погрешно схвата да је Изет смртно болестан. У том тренутку се у Марији пробуди за њу не тако карактеристична емпатија и она то јако тешко подноси, чак и плаче. Дамир је невалентан према Лади и она жели да успоре њихову везу. Милорад жели сменити Изета са места председника СУБНОР-а којим је он председавао последњих 40 година. Међутим, то је ипак Изет. Захваљујући његовој „Црној књизи“ ипак ће остати на својој позицији. |
| 185                | 17                 | 27. април 2015. | Нова ТВ (ХРВ) | Трипице, самоубиство и бијело одело   | Марија планира свечану вечеру поводом годишњице и за ту прилику код кројача наручује бело одело за Фарука. Изет се одлучио почастити и спрема трипице. Међутим, остали укућани не уживају у мирису трипица које се кувају у лонцу те је Изет присиљен трипице кувати у купатилу. Фарук је забринут да би Дамир могао починити самоубиство. Од депресије га спашава Лада која се жели помирити са њим. Међутим, истовремено би и Барбара хтела да обнове своју везу. Дамир се одлучује за Барбару, али пре него што стигне ишта рећи Лади, њих две се срећу у дневној соби и све се завршава катастрофом. |
| 186                | 18                 | 28. април 2015. | Нова ТВ (ХРВ) | Фокус, хазард и смрт                  | Дамирова животна фаза пуна порока у пуном је јеку те осим што се опија, почиње и коцкати. Нажалост, коцка га баш и није кренула те је Мурису дужан 10.000 Евра. Да би помогао унуку, Изет одлучује исценирати његову смрт, а у томе му помажу Фарук и Марија. Док непознати леш лежи у спаваћој соби, на саучешће долазе пацијенти које је Дамир оперисао. Међу задовољним пацијентицама је и Саџида, игром случаја Мурисова супруга. Ситуацију додатно компликује и то што је она учесница фокус групе коју организује телевизија и од чијег гласа зависи хоће ли Фарука сменити са редитељске позиције те је Изет одлучује спречити да оде из стана закључавши је у собу у којој се крије Дамир. Лудило доживљава кулминацију у тренутку када у стан долази Мурис.                                                      |
| 187                | 19                 | 29. април 2015. | Нова ТВ (ХРВ) | Мост, матура и аларм                  | Ближи се годишњица матуре и Фарука је ухватила меланхолија. Сваке године, за разлику од својих бивших другова, се нема са чим похвалити. Међутим, ове године је другачије. Сада је режисер, има и Марију, али он жели засјати у пуном сјају. Представља се као власник стана од 250 м2 и власник кафића Сан Ремо. Чак пристаје и на то да трошкови прославе буду на његов рачун. У жељи да остави што бољи утисак, одлучује и изнајмити одело. Изет и Дамир се утркују у доказивању да им је породица важнија од жена, али када се појаве жене, схаватају да то баш и није тако. |
| 188                | 20                 | 2. мај 2015.    | Нова ТВ (ХРВ) | Јагње, јаре и убиство                 | Полиција је поново морала интервенисати код Фазлиновића. Наиме, Изет је наручио свеже јагње и јаре из Попова поља. Како је његово понашање постало неиздрживо за Марију, Фарук му сређује да проведе викенд у Дубровнику. Како на дан његовог одласка стиже свеже месо које је наручио, изет задужује Дамира да га изреже. Међутим, Лада долази на вечеру и Дамир јагње и јаре замотано у белу тканину носи у подрум. То је видела комшиница Садета која посумња да је он убио Барбару те позива полицију. Рефко се вратио у Сарајево и покушава вратити свој стари посао. |
| 189                | 21                 | 3. мај 2015.    | Нова ТВ (ХРВ) | Пинокио, трудноћа и геријатрија       | С' обзиром да Изет води Фарукове Финансије, Марија је уверена да га он поткрада. Стога, када се у продукцији Акорд појави Индира, власница старачког дома, са захтевом да јој Фарук продуцира рекламу, Фарук одлучује тај посао учинити сам и без Изетовог знања. Међутим, како Изету ништа не може промаћи, па тако ни Фарукови тајни пословни састанци, он све погрешно схвата и креће у акцију. Рефко и Фуфе имају план како да дођу до једине ствари која им недостаје у зивоту: секса. За то су им потребна колица за бебу, али не и беба која ће се случајно наћи баш у њиховим колицима. |
| 190                | 22                 | 8. мај 2015.    | Нова ТВ (ХРВ) | Адвокат, одвједник и зановјетник      | Рефко и Фуфе покушавају открити који су њихови таленти. Први се јавља Рефко, откривши да има способност да по мирису препозна све састојке неког јела. Стога, Мурис у Сан Рему организује кладионицу. Рефко је успешно доказивао свој таленат све док се у Сан Рему не појави Изет. Дамир и Барбара су поново на суду. Барбара тражи већу алиментацију. Да би доказао да нема новца, Дамир ангажује адвоката Мариофила. Мариофил посебним методама уз скупе вечере и вино, успева наговорити Барбару да повуче тужбу, али их те методе одводе и много даље. |
| 191                | 23                 | 9. мај 2015.    | Нова ТВ (ХРВ) | Љубав, трице и прошлост               | Дамир је љубоморан на Барбару и Мариофила. Изет верује да још увек постоји хемија између Марије и Мариофила, а он и Дамир се слажу у мишљењу да је Фарук дубоко несрећан са Маријом. Све те околности Дамиру дају идеју. Да би ослободио стан, Фарука шаље у Беч на концерт Ролингстонса, Изета на утакмицу, мења браву на вратима како би задржао Марију у кући, а Мариофила зове на састанак. Иако изгледа да ће пљусак који напољу пада све покварити, ствари ипак иду у Дамирову корист. |
| 192                | 24                 | 10. мај 2015.   | Нова ТВ (ХРВ) | Увод, бљескав унатраг и висећа литица | Фазлиновићи су у меланхоличном расположењу. Фарук је опет онај стари, откопчан и непочешљан. Изет сазива састанак Фазлиновића с' обзиром на то да поново заузима место председавајућег. За ту прилику набавља и бачву од 500 литара пуну ракије. Рефко и Фуфе се спремају за штрајк, а за председника штрајкачког одбора именују Ментора. Захтеви штрајкача бивају задовољени оног тренутка када им Фарук по Ментору пошаље канистар максузије. |

## Напомена
- Приликом премијерног емитовања 188. епизоде на Нова ТВ у Хрватској, епизода није именована. Приликом емитовања епизоде на Face TV у БиХ, епизода је приказана под називом Јагње, јаре и убиство.